# François de Camps
 François de Camps  (* 31. Januar 1643, Amiens; † 15. August (16. April laut LCCN) 1723, Paris) war ein französischer Kleriker, Koadjutor in den Diözesen Albi und Glandèves, danach designierter Bischof von Pamiers (1685–1693). Zugleich war er ein bedeutender Numismatiker, der den Grundstock für die Sammlungen der Bibliothèque nationale de France legte.

## Biographie
François de Camps wurde um 1656 zunächst Lehrer an den „Petites Écoles de Port-Royal“, nachdem er seinen Doktor in Theologie gemacht hatte. 1666 erhielt er eine Anstellung als Sekretär des Bischofs von Mende, Hyacinthe Serroni, und wurde bald darauf sein Generalvikar. 1676 wurde er nach Albi überstellt; dort erwarb er sein Cabinet de curiosité, das es ihm ermöglichte, seine Münzsammlung aufzubauen, die er 1720 an Victor Marie d’Estrées verkaufte und die später an die Krone überging und heute den Grundstock der Sammlungen des Cabinet des médailles in der Bibliothèque nationale bilden.
François de Camps war Repräsentant der Kirchenprovinz Albi bei der Assemblée du clergé von 1682. Am 2. September 1682 wurde er von Léon Bacoué, dem Bischof von Glandèves, als Koadjutor gewählt. Er verwaltete das Bistum zwei Jahre lang und führte die Amtsgeschäfte auch nach dem Tod des Bischofs ohne Beauftragung weiter, musste das Amt jedoch aufgeben, als im November 1685 François Verjus zum Bischof ernannt wurde.
Er wurde daraufhin am 12. November 1685 selbst als Bischof von Pamiers designiert und verwaltete die Diözese in der Funktion eines vicaire capitulaire. Er erhielt nämlich niemals seine Ernennung, wobei er jedoch 1689 die Cathédrale Saint-Antonin de Pamiers weihen durfte. Dieser Aktivismus und Konflikte mit seinem Domkapitel führten dazu, dass er das Bistum verlassen musste, als am 8. September 1693 Jean-Baptiste de Verthamon zum Bischof ernannt wurde. Als Ausgleich erhielt er die Pfründe des Klosters Signy im Erzbistum Reims, die ihm allein jährlich 40.000 livres einbrachte, sowie das Kloster Saint-Marcel im Bistum Cahors und mehrere Priorate. Er verstarb in Paris am 15. August 1723.